# Romegoux
Romegoux és un municipi francès situat al departament del Charente Marítim i a la regió de la Nova Aquitània. L'any 2007 tenia 612 habitants.

## Demografia

### Població
El 2007 la població de fet de Romegoux era de 612 persones. Hi havia 236 famílies de les quals 52 eren unipersonals (16 homes vivint sols i 36 dones vivint soles), 88 parelles sense fills, 88 parelles amb fills i 8 famílies monoparentals amb fills.
La població ha evolucionat segons el següent gràfic:
Habitants censats

### Habitatges
El 2007 hi havia 300 habitatges, 243 eren l'habitatge principal de la família, 28 eren segones residències i 29 estaven desocupats. 289 eren cases i 8 eren apartaments. Dels 243 habitatges principals, 204 estaven ocupats pels seus propietaris, 33 estaven llogats i ocupats pels llogaters i 6 estaven cedits a títol gratuït; 3 tenien una cambra, 8 en tenien dues, 30 en tenien tres, 67 en tenien quatre i 135 en tenien cinc o més. 198 habitatges disposaven pel capbaix d'una plaça de pàrquing. A 103 habitatges hi havia un automòbil i a 123 n'hi havia dos o més.

### Piràmide de població
La piràmide de població per edats i sexe el 2009 era:
| Homes | Edats   | Dones |
| ----- | ------- | ----- |
| 0     | 95 o +  | 0     |
| 4     | 90 a 94 | 4     |
| 4     | 85 a 89 | 12    |
| 8     | 80 a 84 | 8     |
| 4     | 75 a 79 | 8     |
| 12    | 70 a 74 | 16    |
| 12    | 65 a 69 | 8     |
| 16    | 60 a 64 | 20    |
| 12    | 55 a 59 | 12    |
| 20    | 50 a 54 | 16    |
| 0     | 45 a 49 | 4     |
| 48    | 40 a 44 | 16    |
| 16    | 35 a 39 | 24    |
| 32    | 30 a 34 | 28    |
| 4     | 25 a 29 | 12    |
| 16    | 20 a 24 | 8     |
| 16    | 15 a 19 | 12    |
| 40    | 10 a 14 | 12    |
| 16    | 5 a 9   | 12    |
| 8     | 0 a 4   | 12    |

## Economia
El 2007 la població en edat de treballar era de 369 persones, 264 eren actives i 105 eren inactives. De les 264 persones actives 238 estaven ocupades (130 homes i 108 dones) i 26 estaven aturades (6 homes i 20 dones). De les 105 persones inactives 34 estaven jubilades, 30 estaven estudiant i 41 estaven classificades com a «altres inactius».

### Ingressos
El 2009 a Romegoux hi havia 245 unitats fiscals que integraven 602 persones, la mediana anual d'ingressos fiscals per persona era de 15.469 €.

### Activitats econòmiques
Dels 12 establiments que hi havia el 2007, 5 eren d'empreses de construcció, 2 d'empreses de comerç i reparació d'automòbils, 1 d'una empresa de transport, 1 d'una empresa d'hostatgeria i restauració, 2 d'empreses de serveis i 1 d'una empresa classificada com a «altres activitats de serveis».
Dels 5 establiments de servei als particulars que hi havia el 2009, 1 era un paleta, 2 guixaires pintors i 2 fusteries.
L'any 2000 a Romegoux hi havia 28 explotacions agrícoles que ocupaven un total de 1.024 hectàrees.

## Equipaments sanitaris i escolars
El 2009 hi havia una escola elemental integrada dins d'un grup escolar amb les comunes properes formant una escola dispersa.

## Poblacions més properes
El següent diagrama mostra les poblacions més properes.